# Letu štuke
Letu štuke je bosanskohercegovačka pop-rock glazbena skupina osnovana u Sarajevu 1986. godine.

## Povijest

#### Početci
1986. godine Admir Ahmetović (bubnjevi), Damir Terzić (gitara), Nedim Sinanović (bas) i Dino Šaran (vokal) osnivaju demogrupu zvanu Letu štuke. Nakon par demokoncerata po Bosni i Hercegovini grupa počinje dobivati prve obožavatelje, čemu predstoji prve snimke autorskih pjesama. Nakon manje od godine dana postojanja, grupa se raspada zbog odlaska nekoliko članova iz Bosne i Hercegovine.

#### Ponovno okupljanje
18 godina nakon raspada grupe, basist Dino Šaran koji se u međuvremenu iz Zagreba vraća u Sarajevo, razmišlja o ponovnom okupljanju grupe. Dino Šaran i Đani Pervan snimaju demo za petnaestak pjesama čiji je autor Šaran. Pjesmu "Kao na zapad" zajednički potpisuju Šaran i Nedim Sinanović,bivši član i jedan od utemeljitelja sastava iz demofaze. 
Izmijenjana postava grupe 2005. godine potpisuje ugovor s producentskom kućom Menart iz Hrvatske te snimaju album prvijenac Minimalizam. Grupi se priključuju Samir Ćeremida na basu, Dejan Pejaković na gitari i Dušan Vranić na klavijaturama. Početkom 2006. godine sastav mijenja postavu, Čeremida, Pejaković i Vranić odlaze, a njihova mjesta popunjavaju Boban Ćosić, Nurudin Dino Vatrenjak i Dejan Ostojić.
Nakon izlaska prvog albuma grupa postaje popularnija diljem bivše Jugoslavije, naročito u Hrvatskoj i Bosni. Izdali su 3 albuma te su i dalje aktivni.

## Albumi
- Letu štuke (2005.)
- Proteini i ugljikohidrati (2008.)
- Brojevi računa (2011.)
- Topla voda  (2018.)

## Članovi

##### Postava iz 1986. godine
- Dino Šaran (vokal)
- Nedim Sinanović (bas)
- Damir Terzić (gitara)
- Admir Ahmetović (bubnjevi)

##### Sadašnja postava
- Dino Šaran (vokal, gitara)
- Dejan Ostojić (bas-gitara)
- Đani Pervan (bubnjevi, udaraljke)
- Emir Jugo (gitara)
- Bojan Ahac (klavijature)

## Vanjske poveznice
- Letu Štuke - Official web site  Arhivirana inačica izvorne stranice od 3. svibnja 2012. (Wayback Machine)
- Letu Štuke - Facebook Official
- Letu Štuke - Twitter Official
- Letu Štuke - Myspace Official